# Апалејчин (Њујорк)
Апалејчин (енгл. Apalachin) насељено је место без административног статуса у америчкој савезној држави Њујорк.

## Демографија
По попису из 2010. године број становника је 1.131, што је 5 (0,4%) становника више него 2000. године.
| Група             | 2000.         | 2010.         |
| Белци             | 1.085 (96,4%) | 1.095 (96,8%) |
| Афроамериканци    | 11 (1,0%)     | 3 (0,3%)      |
| Азијати           | 7 (0,6%)      | 7 (0,6%)      |
| Хиспаноамериканци | 6 (0,5%)      | 13 (1,1%)     |
| Укупно            | 1.126         | 1.131         |